# Харламов, Станислав Олегович
Станислав Олегович Харламов (13 декабря 1970) — советский и российский футболист, полузащитник.

## Биография
Воспитанник футбольной школы московского «Спартака» (по другим данным — воспитанник клуба «Томь»).
С 1989 года выступал за «Томь». В составе томского клуба провёл 13 сезонов, за это время сыграл в первенствах СССР и России 302 матча и забил 11 голов, а во всех турнирах — 323 матча и 12 голов. В 1997 году стал победителем зонального турнира второго дивизиона. В начале 2000-х годов потерял место в основном составе «Томи» и был переведён во вторую команду, а летом 2001 года отдан в аренду в «Кузбасс-Динамо».
В 2002 году играл за «Чкаловец-Олимпик» (Новосибирск), после чего завершил профессиональную карьеру.
Затем вернулся в Москву и с 2004 года был играющим тренером в любительской команде «СК Торпедо» (также называлась «Торнадо»). Также играл за команды лиги ЛФЛ 8х8.